# Hail Satan?
Hail Satan? er en amerikansk dokumentarfilm fra 2019 instrueret af Penny Lane. Filmen handler om Det Sataniske Temple, deres historie og deres politiske aktivisme.